# Banca Dacia Felix

Actiune nominativă cu o valoare nominală de 5.000 lei emisă de Banca Dacia Felix

Banca Dacia Felix (BDF) a fost a doua bancă privată înființată în România după decembrie 1989, la Cluj-Napoca, în martie 1991.
În acea perioadă, din același oraș pornise schema Ponzi Caritas și, împreună, BDF și Caritas circulau o treime din masa monetară din România la începutul anilor 1990.
Cum în sectorul bancar nu existau reglementări în anul înființării, fondatorii băncii, între care se numărau Mircea-Horia Hossu și Sever Mureșan, au înființat-o ca societate comercială, fără girul Băncii Naționale a României (BNR). După ce a atras bani din depozitele populației, Banca Dacia Felix a început să aibă probleme prin anul 1996 din cauza unor credite neperformante. O anchetă penală efectuată începând cu acel an a întâmpinat dificultăți: Daniel Morar, pe atunci procuror pe lângă Tribunalul Cluj și ulterior judecător al Curții Constituționale, își amintea că banca refuza să trimită procurorilor documentele pe care aceștia le solicitau în vederea anchetei. În iulie 1996, ministrul de interne anunța că Sever Mureșan și Mircea Horia Hossu sunt suspecți de a fi efectuat operațiuni prin care banca a fost păgubită cu circa 2000 miliarde lei, și că volumul plasamentelor neperformante la acea dată reprezenta circa 70% din totalul plasamentelor.
În 1997, banca a fost preluată de grupul israelian Eurom Bank, care inițial a evitat falimentul, câștigând procesul intentat de Casa de Economii și Consemnațiuni (CEC) și BNR. În 2000, însă, BNR a cerut din nou falimentul, iar lichidator a fost numit PricewaterhouseCoopers. Raportul acestora arată că prăbușirea băncii a fost cauzată de preluarea controlului asupra băncii de către acționarii ei cu încălcarea legii bancare și derularea de afaceri ilegale.
În acest timp, Mureșan și Hossu au fost anchetați penal. Hossu a fost condamnat în 2000 la 10 ani de închisoare pentru luare de mită, deoarece primise bani în schimbul acordării unor credite neperformante. El a fost prins abia în 2007 în Franța și extrădat în România, fiind eliberat după executarea a circa jumătate din sentință. Mureșan a fost achitat în 2005, deoarece infracțiunile pentru care era cercetat se prescriseseră, dar a fost obligat să plătească circa 100 milioane de dolari pentru a acoperi pagubele produse.